# José Navas
 (juin 2024).
José Navas, né au Venezuela en 1965, est un danseur et chorégraphe de danse contemporaine basé à Montréal au Québec.

## Biographie
José Navas a commencé sa formation au Taller de Danza de Caracas. Il se perfectionne ensuite à New York dans les studios de Merce Cunningham.  
Il collabore avec Stephen Petronio, Michael Clark, Lucinda Childs et divers chorégraphes indépendants.  
En 1991, il s'installe au Canada et commence à chorégraphier.  
Il fonde la Compagnie Flak en 1995. 
José Navas se fait connaître d'abord par ses interprétations en soliste sur les scènes européennes et nord-américaines. Il écrit ensuite ses propres chorégraphies. 
En 1998, il se révèle au Canada avec le trio One Night Only 3/3. 
Il est nommé « Meilleur jeune chorégraphe étranger » par le magazine allemand Ballet Tanz Aktuell International en 1999.
il figure l’année suivante parmi les «100 personnalités qui font bouger le Québec », selon le magazine français L'Express.
Il a reçu plusieurs prix ; il a partagé un Bessie Award avec le chorégraphe William Douglas pour le solo While Waiting ; il a remporté le prix de la « Meilleure Chorégraphie pour Caméra » au festival Moving Pictures de Toronto pour le film d'art Lodela, réalisé par Philippe Baylaucq.
En 2008, après sept ans de création pour des ensembles, le chorégraphe renoue avec le solo en présentant Miniatures, bien accueilli par la critique et le public. 
Ensuite, il se produit surtout en soliste. Il crée des œuvres plus personnelles, avec une grande musicalité et un propos intime. Se succédent : Personæ (2012), le rôle de l’élue dans le Sacre du printemps (2013) et Rites (2015). La tournée de Rites se poursuit au Québec et en Europe en 2017-2018. 
Sa prochaine œuvre, Winterreise, est en cours de création, à partir du cycle de lieder de Franz Schubert.
José Navas est renommé pour son regard sur l’univers du ballet contemporain ; entre classicisme et contemporanéité, il cherche de nouvelles voies. Lyrique, subtil, il reste dans la pureté des lignes classiques.  
Chorégraphe invité par des grandes compagnies de ballet, il a notamment signé la version iconoclaste de Giselle en 2013 pour le Ballet BC, Watershed pour le Ballet National du Canada la même année, et Dénouement/Auflösung, en 2015, pour la compagnie allemande Tanzmainz. 
Des créations comme Portable Dances, Anatomies, S et Diptych montrent un sens de la composition architecturale ; les solos Miniatures, Personæ et Sacre du printemps font plus appel à l'émotion. 
José Navas est Artiste associé de la danse du Centre national des Arts du Canada. Son travail a été présenté dans une trentaine de pays en Amérique, en Europe et en Asie.

## Chorégraphie
- 2022: AVES

- 2020: Winterreise
- 2018: Le Sacre du printemps / NEM (2018)
- 2017: On
- 2015: Rites
- 2015: Commande chorégraphique / Dénouement/Auflösung / Tanzmainz, Allemagne
- 2013: Commande chorégraphique / Watershed / Ballet National du Canada
- 2013: Commande chorégraphique / Giselle, Ballet BC
- 2013: Le Sacre du printemps / Brussels Philharmonic
- 2012: Commande chorégraphique / Bliss, Ballet BC
- 2011: Personæ
- 2011: Diptych

- 2008: S
- 2008: Miniatures (solos)
- 2006: Anatomies
- 2006: Límpido Amor (solo sur pointes pour Anik Bissonnette - Montréal)
- 2006: Calm Abiding (solo pour Nova Bhattacharya - Toronto)
- 2005: Portable Dances
- 2004: Le Ciel, brûlant des heures (duo pour la compagnie Montréal Danse[6] - Montréal)
- 2001: Solo with Cello (solo d’abord intitulé Haman/Navas Project)
- 2003: Adela, mi amor[7]
- 2000: Perfume de Gardenias[8]
- 1999: Côté cœur, côté jardin (solo[9] pour la compagnie Danse-Cité - Montréal)
- 1998: One Night Only 3/3[10]
- 1998: Abstraction (solo)
- 1998: Enter: Last (pièce de groupe pour la compagnie Montréal Danse[6] - Montréal)
- 1997: Bosquejo (solo pour le Festival Springdance[11] - Utrecht)
- 1997: One Night Only 2/3 (pièce de groupe pour la compagnie Benoît Lachambre / Par B.L.eux)
- 1997: One Night Only 1/3 (solo pour Princess Productions[12] - Toronto)
- 1996: Sterile Fields (solo[9])
- 1996: Luna Llena[11]
- 1996: Deep Down
- 1994: Postdata (solo[9] de José Navas commandé par Culturgest - Lisbonne)
- 1992: Flak[11]
- 1992: Celestiales[9]
- 1991: When We Dreamed the Other Heaven[13]

## Interprétation hors Compagnie Flak
- 1997: Sonata and... (Bill T. Jones)
- 1995: While waiting (William Douglas)[14]

## Cinéma et théâtre
- 2011: ORA (Production ONF, Directed by Philippe Baylaucq) - video
- 2005: chorégraphies pour Adéla[15] (Jocelyn Barnabé)
- 2002: chorégraphies et interprétation pour Perpetual Motion (Laura Taler[16])
- 2002: Mise en scène de la pièce Les Fleuves profonds (José María Arguedas, adaptation: Wajdi Mouawad)
- 1997: chorégraphies et interprétation pour The Golden City de Moze Mossanen (en)
- 1996: interprète dans The Village Trilogy (Laura Taler)
- 1995: chorégraphies et interprétation pour Lodela (Philip Baylaucq)